# 오기 아리타쓰
오기 아리타쓰(일본어: 小城 得達, 1942년 12월 10일 ~ )는 일본의 전직 축구 선수로 현역 당시 포지션은 미드필더였다.

## 선수 시절

### 클럽
1942년 일본 히로시마현 출생으로 히로시마 대학 부속 고등학교를 거쳐 1961년 주오 대학에 입학하여 대학교 2학년이던 1962년 천황배 우승을 거머쥔 뒤 1965년 고향팀인 산프레체 히로시마에 입단하여 1976년 은퇴할 때까지 11년간 한팀에서만 활약하며 일본 사커 리그 5회 우승(4회 연속 우승 포함) 및 1회 준우승, 천황배 3회 우승 및 2회 준우승의 업적을 달성했고 또한 1965년 일본 축구 올해의 선수상, 1966년 리그 득점왕, 1966년부터 1972년까지 7시즌 연속 베스트 11의 영예를 안았다.

### 국가대표팀
주오 대학 3학년 재학 중이던 1963년 8월 8일 말레이시아와의 친선 경기에서 국제 A매치 데뷔전을 가진 뒤 자국에서 열린 1964년 하계 올림픽에 출전하여 아르헨티나와의 D조 조별리그 첫 경기에서 A매치 데뷔골을 기록하며 팀의 8강 진출의 교두보를 마련했다. 
그리고 멕시코 시티에서 열린 1968년 하계 올림픽에도 출전하여 동메달이라는 일본 축구 역사상 최초이자 아시아 국가 첫 올림픽 메달 획득에 일조했고 3번의 아시안 게임(1966년, 1970년, 1974년)에도 출전하여 1966년 아시안 게임 동메달을 목에 걸었으며 이후 1976년 A매치 통산 62경기 11골을 기록한 뒤 국가대표팀 유니폼을 반납했다.

## 지도자 시절
현역 생활을 마감한 이후 1977년 친정팀인 산프레체 히로시마의 감독으로 선임된 뒤 1980년까지 3년간 지휘봉을 잡는 동안 1977 시즌 일본 사커 리그 4위, 1978년 천황배 준우승 등의 성과를 이끌었다.

## 통계
| 일본 | 일본 | 일본 |
| 연도 | 출전 | 득점 |
| ---- | ---- | ---- |
| 1963 | 1    | 0    |
| 1964 | 1    | 0    |
| 1965 | 2    | 0    |
| 1966 | 7    | 2    |
| 1967 | 5    | 3    |
| 1968 | 3    | 0    |
| 1969 | 4    | 0    |
| 1970 | 13   | 2    |
| 1971 | 5    | 2    |
| 1972 | 8    | 2    |
| 1973 | 5    | 0    |
| 1974 | 6    | 0    |
| 1975 | 0    | 0    |
| 1976 | 2    | 0    |
| 통산 | 62   | 11   |